# Рийгикогу
Ри́йгикогу (эст. Riigikogu,  в дословном переводе — «Государственное собрание») — высший представительный и законодательный орган власти в Эстонской Республике, который также избирает главу государства и осуществляет контроль за деятельностью исполнительной власти в лице Правительства Республики.

## Состав и порядок формирования
Рийгикогу состоит из 101 депутата, избираемых народом по пропорциональной системе по 12 многомандатным округам (эст. valimisringkond) сроком на 4 года, при этом кандидат, набравший в своём округе определённую квоту голосов (т. н. «личный мандат», который равняется общему количеству голосов, поданных в данном округе, поделённому на количество мандатов, распределяемых по данному округу), автоматически проходит в парламент независимо от того результата, который показал его кандидатский список. Заградительный барьер —  5%. Электронное голосование проводится на несколько дней ранее. 

### День голосования
Основным днём голосования является первое воскресенье марта четвёртого года, следующего за годом предыдущих выборов. 

### Избирательное право
Активное избирательное право — с 18 лет, пассивное — с 21 года. Член Рийгикогу не вправе одновременно занимать какую-либо иную государственную должность (в противном случае полномочия депутата автоматически прекращаются). Однако при назначении депутата членом Правительства Республики его депутатские полномочия просто приостанавливаются и восстанавливаются при его освобождении от обязанностей члена правительства.

### Досрочные выборы
Досрочные выборы объявляются главой государства в четырёх случаях:
- если вынесенный парламентом на референдум вопрос не получил одобрения избирателей
- если в течение двух месяцев с начала бюджетного года парламент не принял государственный бюджет
- если в течение 14 дней с момента перехода права выдвижения кандидата в премьер-министры к парламенту состав правительства не представлен президенту
- если Рийгикогу выразил недоверие правительству, и правительство, в свою очередь, обратилось к президенту с просьбой о проведении досрочных выборов

Лишь в последнем случае президент имеет свободу выбора, в первых же трёх случаях досрочные выборы являются обязательными, и президент просто констатирует своим указом сложившуюся ситуацию.

## Полномочия Рийгикогу
В соответствии со статьёй 65 Конституции Эстонии к ведению Рийгикогу относятся:
- принятие законов и постановлений

Для вступления закона в силу он должен быть официально провозглашён Президентом Республики. Глава государства имеет право отказаться провозгласить закон и вернуть его в Рийгикогу в течение 14 дней с момента получения. Согласно сложившейся практике, президент отказывается от провозглашения законов только в тех случаях, когда закон, по его мнению, противоречит конституции (так называемое «юридическое вето»). «Политическое вето» в новейшей истории Эстонии главой государства практически никогда не использовалось (за исключением отдельных случаев).
После отклонения закона президентом Рийгикогу обязан повторно его рассмотреть и принять новое решение. Для преодоления президентского вето и повторного принятия закона в неизменном виде достаточно простого большинства. В случае преодоления парламентом вето, Президент Республики всё же имеет право, не подписывая закон, дополнительно обратиться в Государственный суд с просьбой признать закон неконституционным.
- назначение референдумов

С момента восстановления независимости референдум проводился всего лишь раз — 14 сентября 2003 года по вопросу о принятии закона о дополнении Конституции Эстонии, позволившего республике вступить в Европейский Союз.
- избрание Президента Республики

Для избрания Президента в парламенте необходимо большинство в две трети от конституционного состава. Выборы в парламенте проводятся в три тура. В случае, если Рийгикогу не сможет избрать Президента, право его избрания переходит к коллегии выборщиков, состоящей из депутатов парламента и представителей советов местных самоуправлений.
- ратификация и денонсация международных договоров
- предоставление кандидату в премьер-министры полномочий на формирование Правительства Республики (право формального представления кандидата принадлежит Президенту Республики)
- избрание кандидата в премьер-министры в случае, когда кандидаты в премьер-министры, назначенные Президентом Республики два раза подряд не смогут заручиться поддержкой парламента, откажутся или окажутся неспособными сформировать правительство, либо если Президент Республики откажется назначать другого кандидата уже после первой неудачной попытки
- принятие государственного бюджета и отчёта о его исполнении
- назначение на должность по представлению Президента Республики председателя Государственного Суда, председателя совета Банка Эстонии, государственного контролёра и канцлера юстиции.
- назначение на должность судей Государственного суда по представлению его председателя
- избрание членов совета Банка Эстонии
- решение по представлению правительства вопроса о принятии на себя государством финансовых обязательств
- учреждение государственных наград, воинских и дипломатических званий
- решение вопроса о выражении вотума недоверия правительству, премьер-министру или министру, что влечёт за собой их незамедлительную отставку
- объявление чрезвычайного или военного положения, мобилизации и демобилизации
- выступление с заявлениями, декларациями и обращениями к народу Эстонии, к другим государствам и международным организациям;
- решение иных государственных вопросов, не отнесённых Конституцией к ведению правительства, Президента Республики либо местных самоуправлений

## Порядок работы
На первое заседание новоизбранный парламент созывается Президентом Республики в течение 10 дней с момента объявления результатов выборов, президент лично открывает это заседание.
Интересной особенностью эстонского парламента является отсутствие требования кворума. То есть для того, чтобы пленарное заседание Рийгикогу во время очередной сессии считалось легитимным, теоретически достаточно присутствия всего лишь двух человек: председательствующего и хотя бы одного рядового депутата. Исключением являются заседания во время внеочередных сессий, которые считаются легитимными только при условии присутствия более половины конституционного состава Рийгикогу.

### Правление Рийгикогу
Правление Рийгикогу состоит из трёх человек — председателя, первого заместителя председателя и второго заместителя председателя, которые избираются на 1 год из числа членов Рийгикогу. Правление Рийгикогу выполняет различные технические функции по организации работы парламента. Правление является коллегиальным органом и принимает решения консенсусом присутствующих членов (если консенсуса достигнуть не удаётся, решение вопроса выносится на суд всего состава парламента).

### Парламентские комиссии
В составе Рийгикогу образуются постоянные комиссии, а также могут образовываться специальные, следственные и проблемные комиссии. Из постоянных комиссий законом предусмотрены следующие:
- комиссия по делам Европейского союза
- комиссия по вопросам окружающей среды
- комиссия по культуре
- комиссия по делам сельской жизни
- экономическая комиссия
- конституционная комиссия
- финансовая комиссия
- комиссия по государственной обороне
- комиссия по социальным вопросам
- комиссия по иностранным делам
- правовая комиссия

Места в постоянных комиссиях делятся между фракциями пропорционально количеству мандатов у каждой фракции в парламенте в целом. Фракция делегирует своих депутатов в комиссии самостоятельно.
Примерами специальных комиссий являются специальная комиссия по контролю за государственным бюджетом, специальная комиссия по применению антикоррупционного закона и специальная комиссия по контролю за деятельностью спецслужб.

### Фракции
Избранные члены Рийгикогу распределяются по фракциям (минимальное число депутатов, необходимое для образования фракции — 5 человек).

### Права и гарантии оппозиции
- Оппозиции гарантировано представительство в правлении парламента в виде места второго вице-спикера. Система избрания вице-спикеров (заместителей председателя Рийгикогу) устроена таким образом, что один из них (первый вице-спикер) всегда представляет парламентскую коалицию, а другой (второй вице-спикер) — оппозицию.
- Любой член Рийгикогу имеет право обращаться с запросами к Правительству Республики и отдельным его членам, а также к председателю совета Банка Эстонии, президенту Банка Эстонии, государственному контролеру и канцлеру юстиции, которые обязаны дать ответ на заседании Рийгикогу в течение двадцати сессионных дней[8]. Несмотря на то, что такое право формально есть у любого члена парламента, в реальности им пользуются, в основном, депутаты от оппозиции с целью контроля деятельности исполнительной власти. Закон также устанавливает право членов Рийгикогу обращаться с письмами и заявлениями к государственным учреждениям, местным самоуправлениям и их чиновникам, на которые те обязаны ответить в течение 10 дней[9].
- Парламентская оппозиция имеет право инициировать вопрос о вынесении вотума недоверия как Правительству Республики в целом, так и отдельным его членам. Для возбуждения вопроса достаточно подписей всего одной пятой конституционного состава парламента. Для принятия решения по сути однако требуется уже большинство состава Рийгикогу.
- Каждая фракция имеет право требовать перед голосованием перерыва длительностью до 10 минут. Эта норма иногда используется оппозиционными фракциями для затягивания принятия неугодных законопроектов путём внесения большого количества поправок и взятия перерывов перед голосованием каждой отдельной поправки, что, в конечном итоге, приводит к изнуряющим «ночным заседаниям»[10].
- Парламентская оппозиция имеет реальную возможность влияния на исход выборов Президента Республики, поскольку для избрания главы государства в Рийгикогу необходимо большинство в 2/3 от конституционного состава (то есть, не менее 68 депутатов из 101), и правящие коалиции, как правило, не обладают таким подавляющим большинством голосов. Также оппозиция имеет возможность выдвигать своих альтернативных кандидатов на пост главы государства (достаточно 21 подписи).
- Согласно Конституции, каждый член Рийгикогу обладает неприкосновенностью и может быть привлечён к уголовной ответственности только по представлению канцлера юстиции и с согласия большинства от конституционного состава Рийгикогу. Также конституция прямо устанавливает, что ни один депутат Рийгикогу не несёт юридической ответственности за голосование и политические заявления в Рийгикогу или его органах[11]. Тем не менее, согласно вступившему в силу в 2011 году изменению законодательства, положение о неприкосновенности депутатов практически лишено смысла, так как задержать по подозрению, произвести обыск, арест, осмотр и досмотр имущества депутата (а также Президента Республики, члена правительства и некоторых других высших чиновников) можно и без согласия Рийгикогу, всего лишь на основании ходатайства главного прокурора государства и с согласия канцлера юстиции. Согласие парламента необходимо теперь только для составления обвинительного акта. По оценке действующего канцлера юстиции Индрека Тедера, данное положение вещей «весьма сомнительно в свете положений Основного закона»[12]. Мнение канцлера юстиции, тем не менее, не получило поддержки высшей судебной инстанции Эстонии [13]

### Открытость работы парламента
Заседания Рийгикогу являются открытыми, за исключением тех случаев, когда большинством в 2/3 голосов решено провести закрытое заседание. Посторонние посетители имеют возможность наблюдать за ходом заседаний со специального гостевого балкона (после предварительного досмотра службой безопасности). Заседания парламента также транслируются в интернете и доступны для просмотра всеми желающими. В открытом доступе имеются также и стенограммы заседаний парламента.
Традицией является проведение в парламенте ежегодного дня открытых дверей, в ходе которого простые граждане страны могут ознакомиться с внутренними помещениями парламента, а также лично задать вопросы министрам и депутатам.

#### Данные о зарплате
Зарплату членам Рийгикогу выплачивают на основании Закона о должностных окладах высших должностных лиц. Ставка высшего должностного оклада индексируется 1 апреля каждого календарного года с помощью индекса, размер которого - 20% от роста индекса потребительских цен и 80% от годового роста поступлений доли пенсионного страхования с социального налога.
Самая высокая проиндексированная ставка зарплаты составляет 6661 евро и 77 центов. Умножая ее на соответствующий коэффициент, мы можем вычесть зарплату члена Рийгикогу, которая составляет 4330 евро и 15 центов.

##### Коэффициенты должностных окладов
- Член Рийгикогу — 0,65
- Заместитель председателя комиссии Рийгикогу и заместитель председателя фракции — 0,75
- Вице-спикер Рийгикогу, председатель комиссии и фракции — 0,85
- Спикер Рийгикогу — 1

## История

### Рийгикогу в довоенной Эстонии
После провозглашения независимости Эстонии, в 1919 прошли выборы в Учредительное собрание. В 1920 принята конституция, предусматривавшая создание парламента — Рийгикогу, избираемого всенародным голосованием на трёхлетний срок.
В марте 1934 года было введено военное положение, и осенью депутаты парламента были отправлены в бессрочный отпуск. В 1935 году была создана пропрезидентская партия Isamaaliit и запрещены все остальные политические партии.
В 1937 принята новая конституция.
В 1938 прошли выборы в новый двухпалатный парламент — Национальное собрание (Rahvuskogu; нижняя палата — Государственная дума, верхняя палата — Государственный совет).
- Государственная дума (эст. Riigivolikogu) состояла из 80 депутатов, избираемых на всеобщих выборах на 5-летний срок.
- Государственный совет (эст. Riiginõukogu),состоявший из 40 депутатов. 6 из них входили в парламент как должностные лица (в том числе главы православной и лютеранской церкви), 10 назначались президентом, 24 назначались местными самоуправлениями и общественными организациями.

### Рийгикогу в современной Эстонии
В 1990 году состоялись выборы в Верховный совет Эстонской ССР, в которых принимали участие все жители Эстонской ССР. В 1990 году Верховным Советом Эстонской ССР был принят закон о восстановлении действия Конституции независимой Эстонии 1938 года.
В 1992 году прошли выборы, избирательное право на которых было предоставлено только правопреемным гражданам Эстонской Республики — жителям всех национальностей, чьи родители или предки, или они сами, были гражданами Эстонской Республики до июня 1940 года. В результате, около 32% жителей бывшей ЭССР изначально оказались за рамками политической жизни страны. К 2016 году это число сократилось до 6%.
На последнем заседании в 2020 году было проведено первое в истории дистанционное заседание. В связи с распространением коронавируса была впервые допущена возможность участвовать в заседании дистанционно.

## Действующий состав
Нынешний состав парламента избран 5 марта 2023 года.
Состав парламента:
- Партия реформ: состав фракции — 37 депутатов.
- Консервативная народная партия: состав фракции — 16 депутатов.
- Центристская партия: состав фракции — 14 депутатов.
- Эстония 200: состав фракции — 14 депутатов.
- Социал-демократическая партия: состав фракции — 9 депутатов.
- Отечество: состав фракции — 8 депутатов
- Беспартийные: состав — 3 депутата .

После выборов 2019 года: председатель парламента (спикер) — Хенн Пыллуаас (Консервативная народная партия Эстонии); первый вице-спикер (от коалиции) — Хелир-Валдор Сеэдер (Отечество); второй вице-спикер (от оппозиции) — Сийм Каллас (Партия реформ).

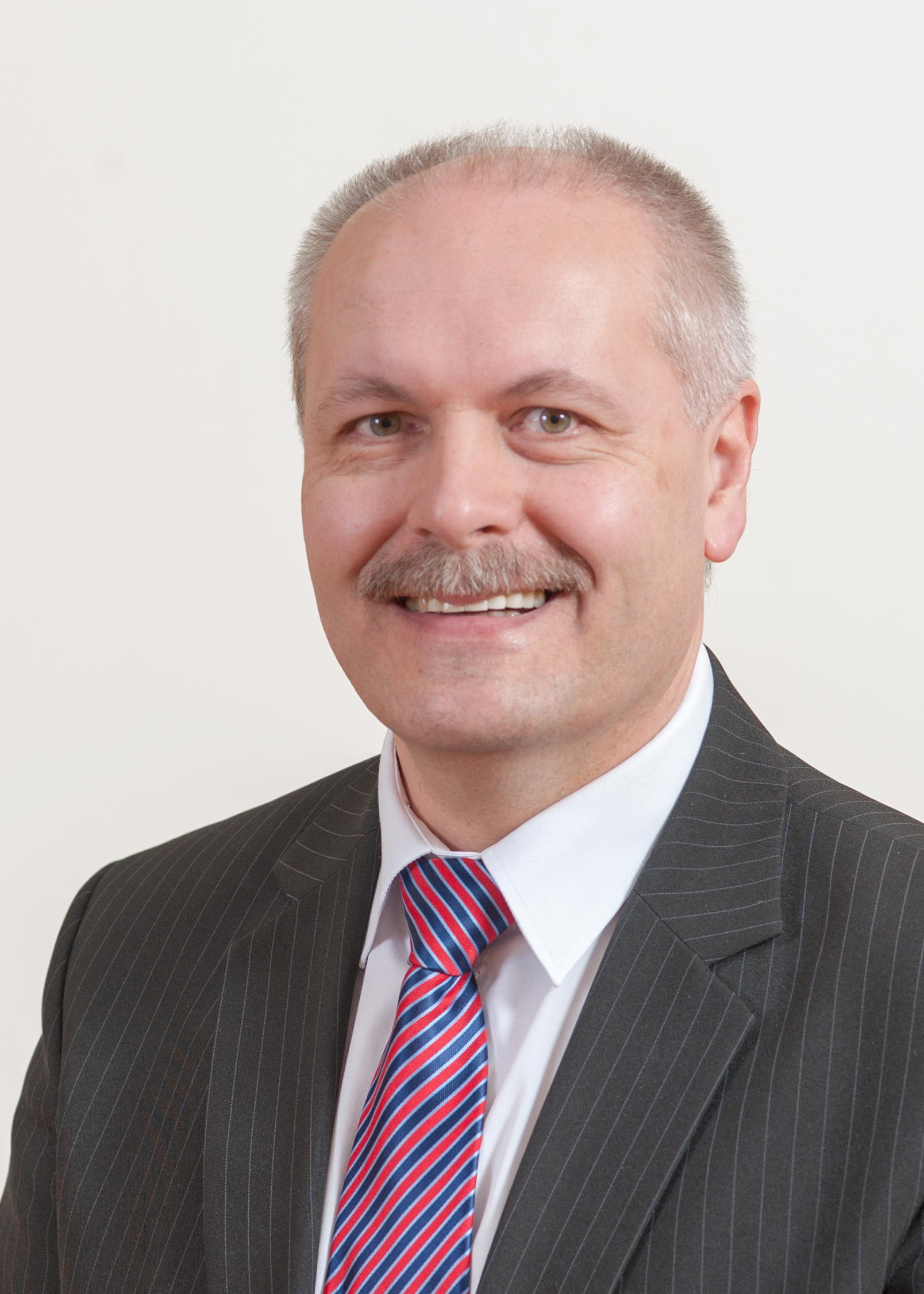
Хенн Пыллуаас — спикер Рийгикогу
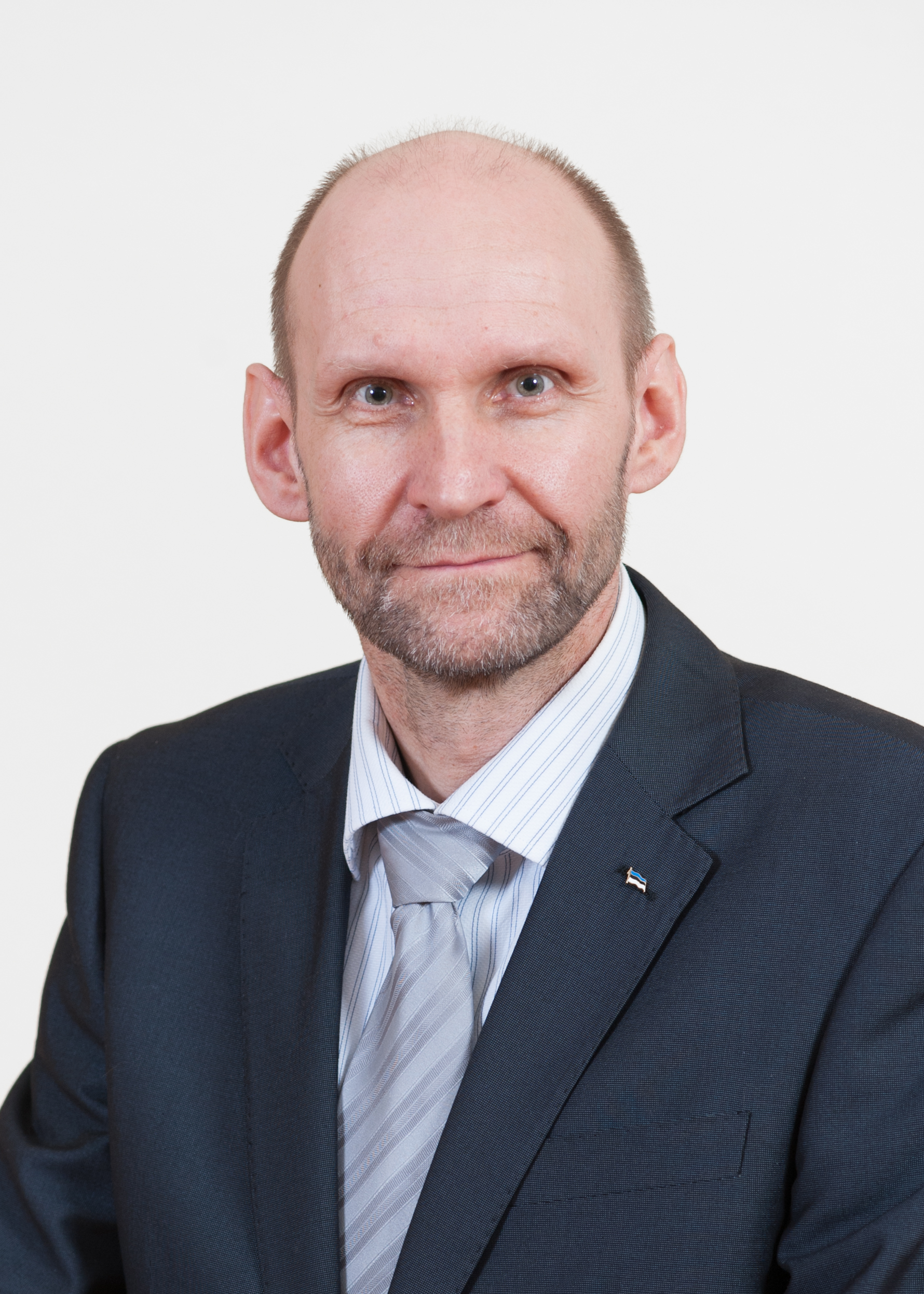
Хелир-Валдор Сеэдер — первый вице-спикер Рийгикогу
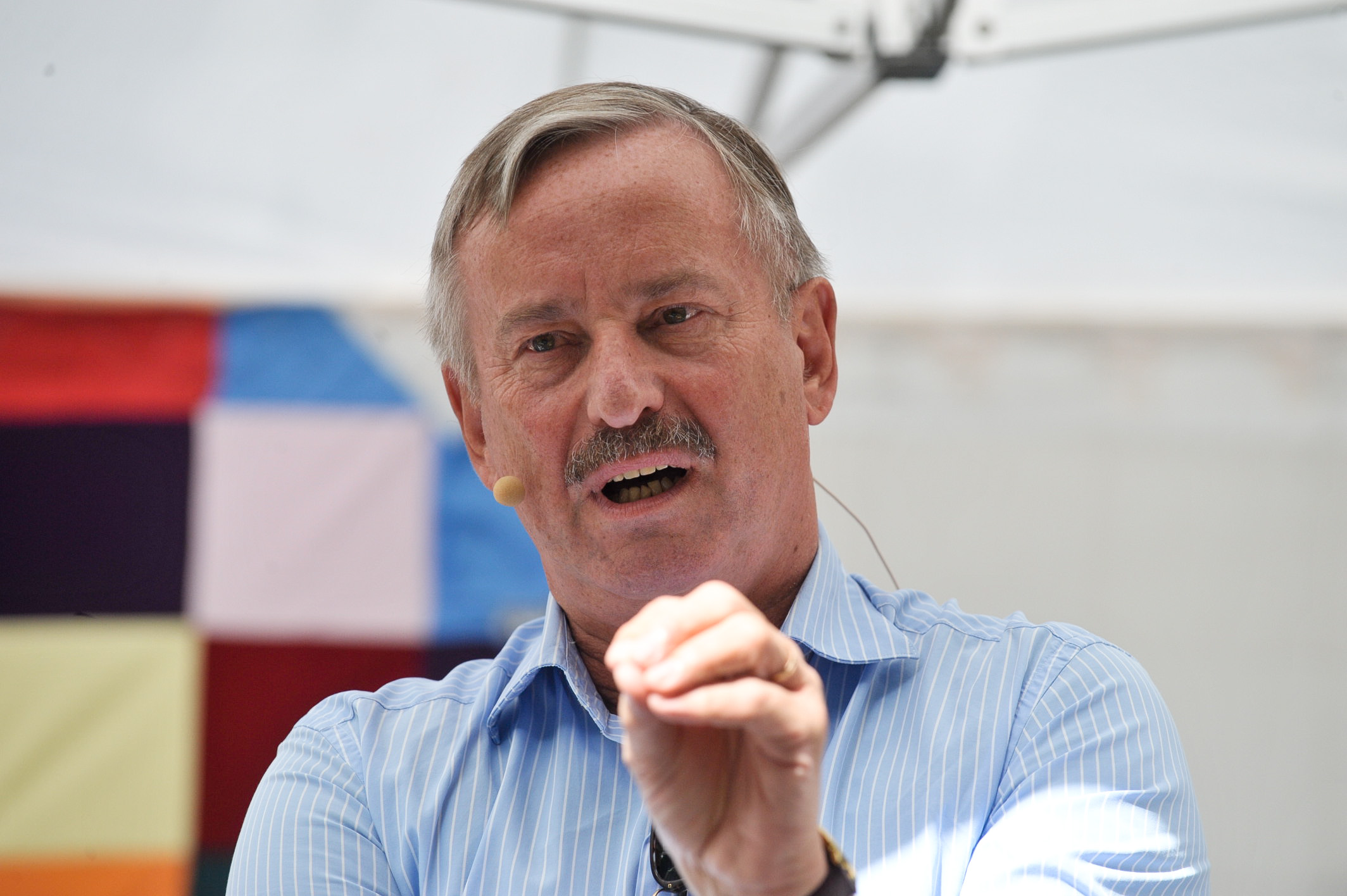
Сийм Каллас — второй вице-спикер Рийгикогу

После смены правительства в 2021 году: председатель парламента (спикер) — Юри Ратас (Центристская партия Эстонии); первый вице-спикер (от коалиции) — Ханно Певкур (Партия реформ Эстонии); второй вице-спикер (от оппозиции) — Мартин Хельме (Консервативная народная партия Эстонии).

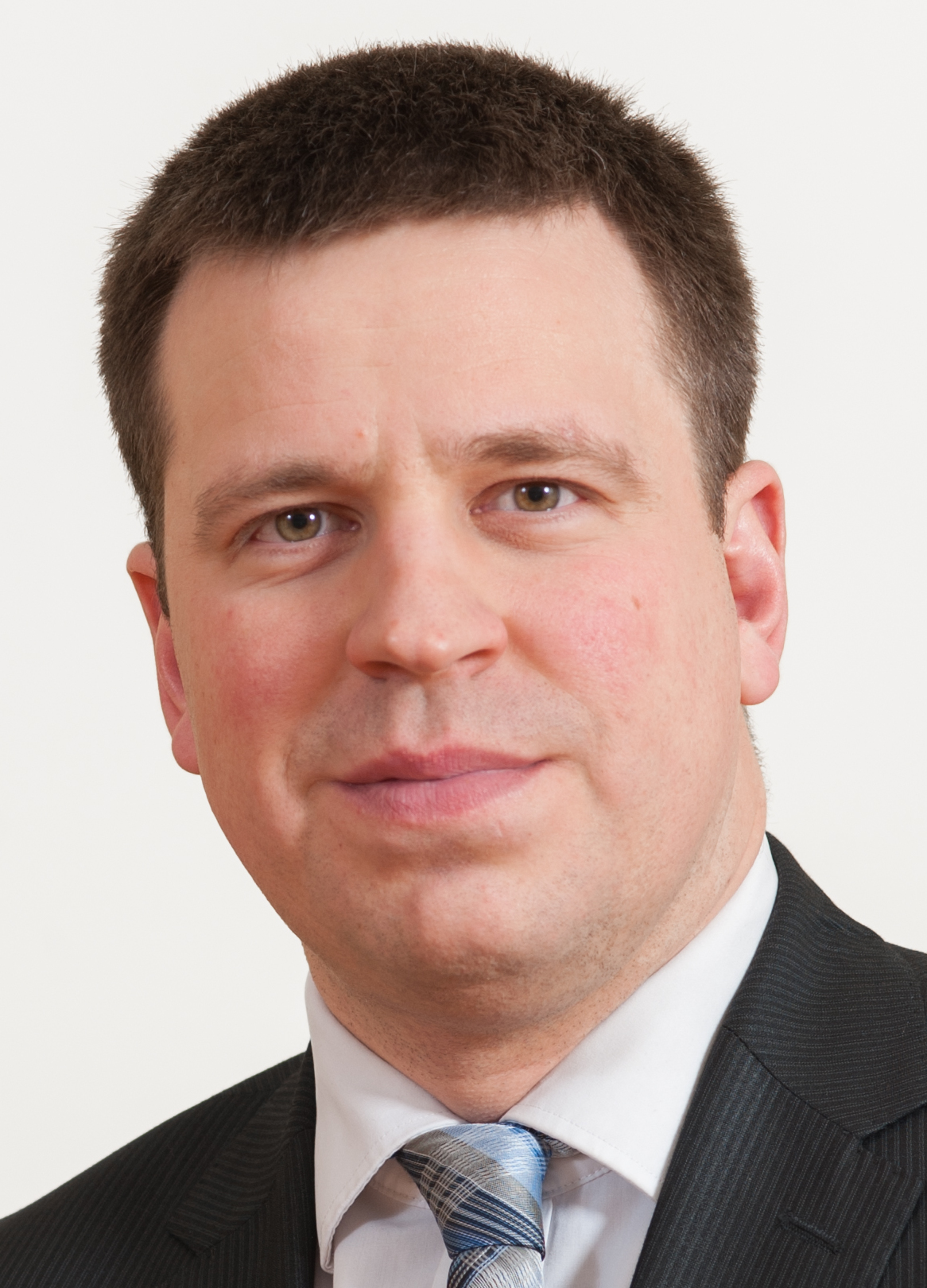
Юри Ратас — спикер Рийгикогу
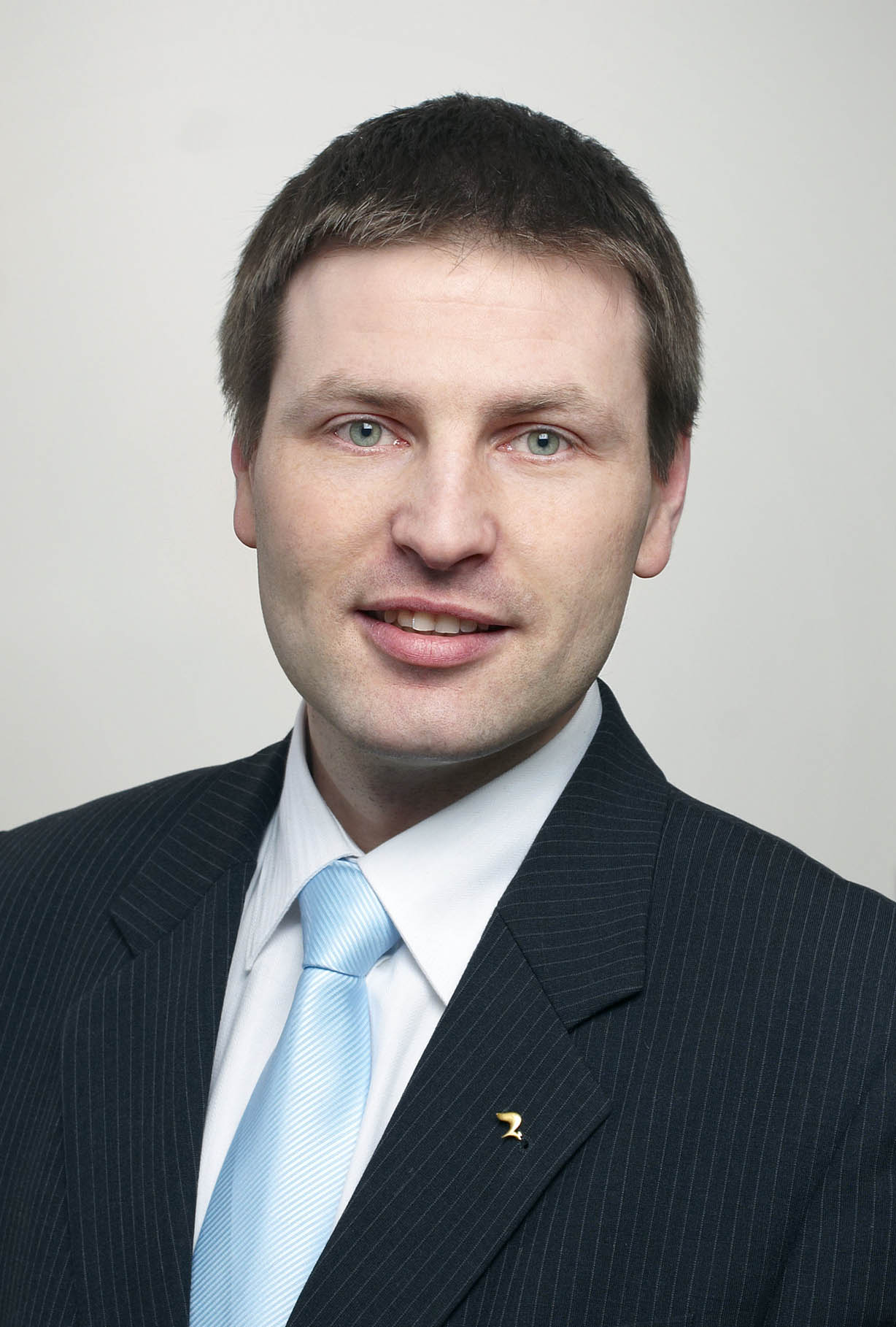
Ханно Певкур — первый вице-спикер Рийгикогу
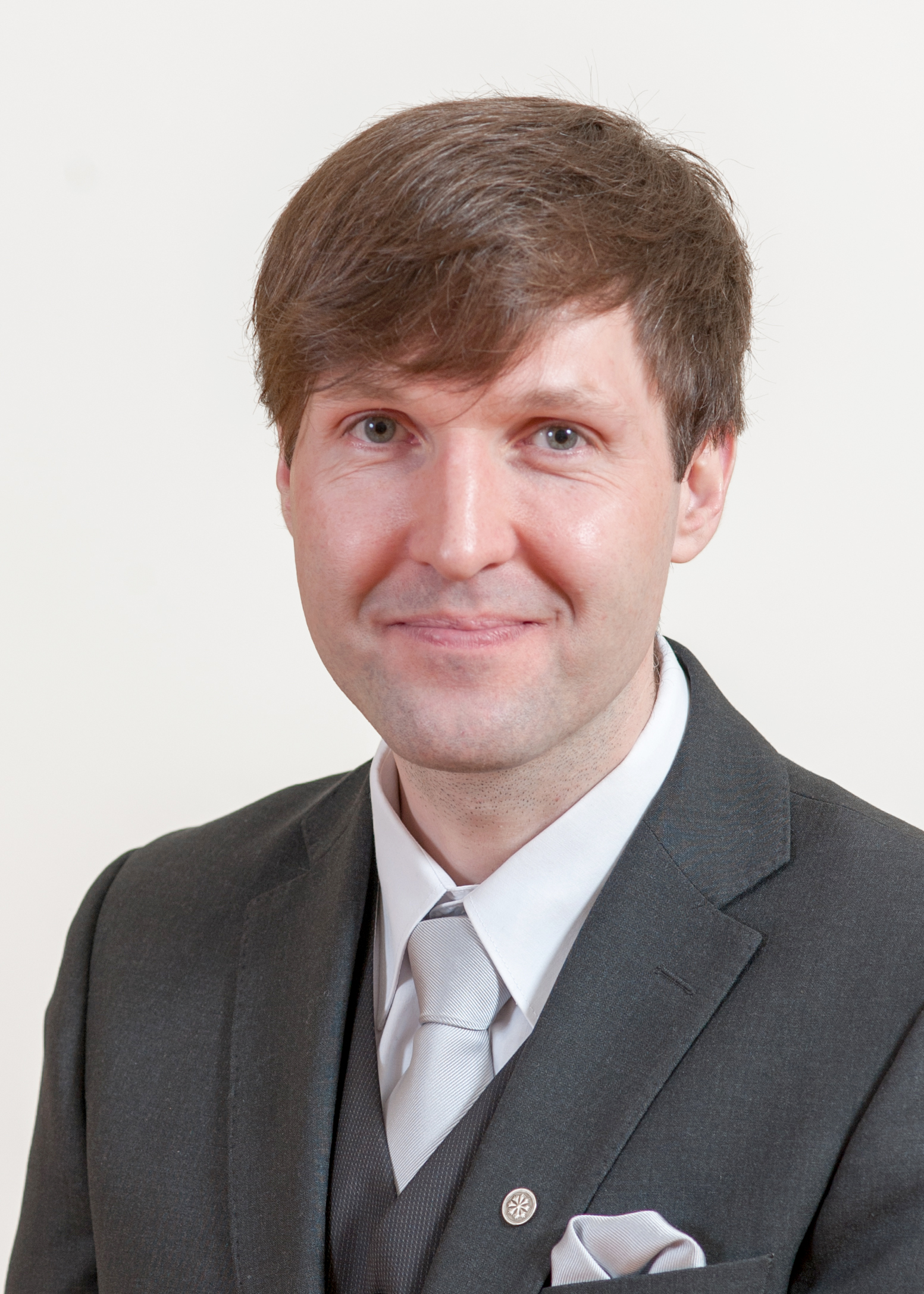
Мартин Хельме — второй вице-спикер Рийгикогу

10 апреля 2023 года приведён к присяге Рийгикогу XV созыва и избран новый спикер и его заместители. Спикер — Лаури Хуссар (Эстония 200); первый вице-спикер — Тоомас Кивимяги (Партия реформ Эстонии); второй вице-спикер — Юри Ратас (Центристская партия Эстонии).

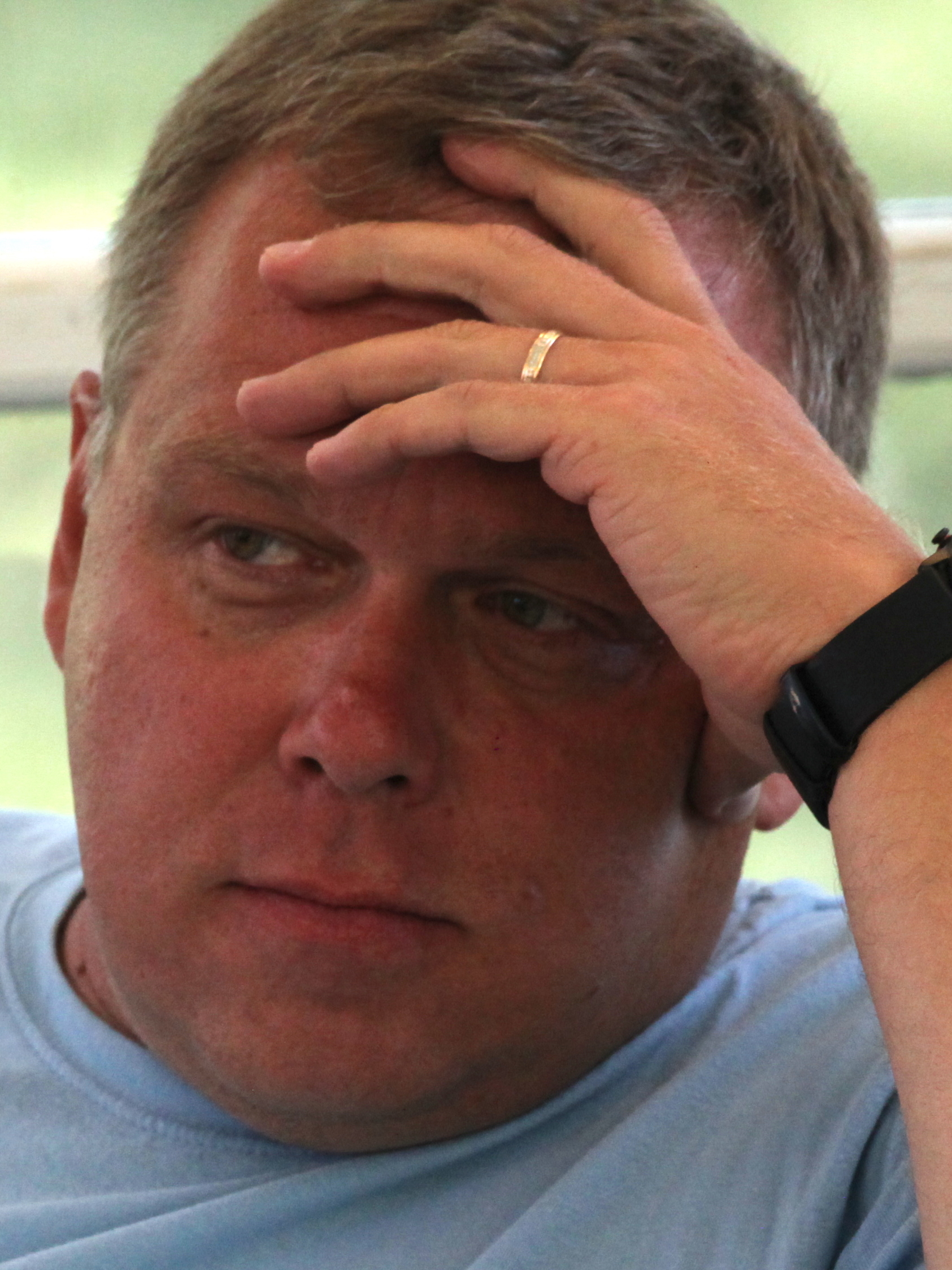
Лаури Хуссар — спикер Рийгикогу
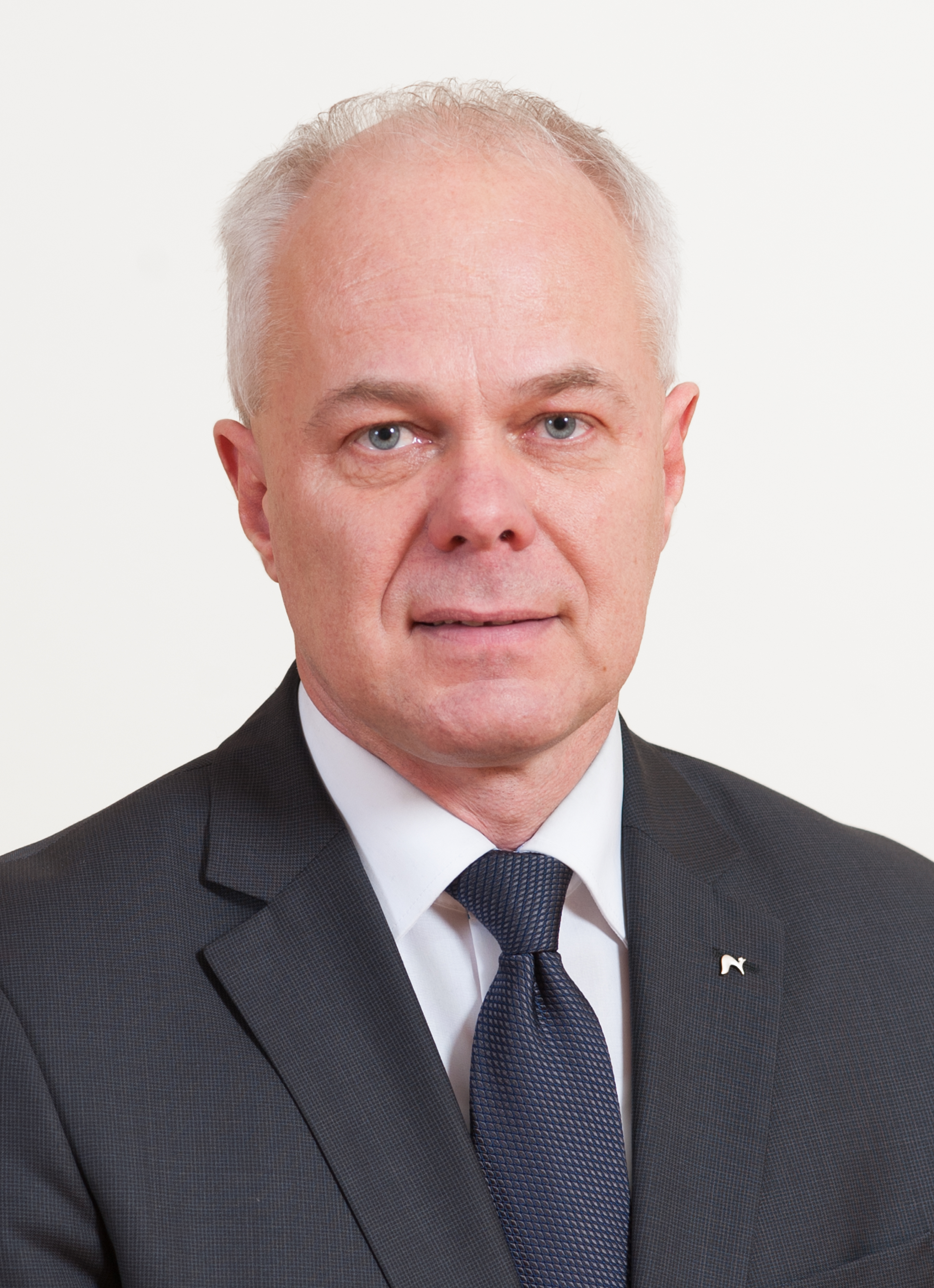
Тоомас Кивимяги[эст.] — первый вице-спикер Рийгикогу
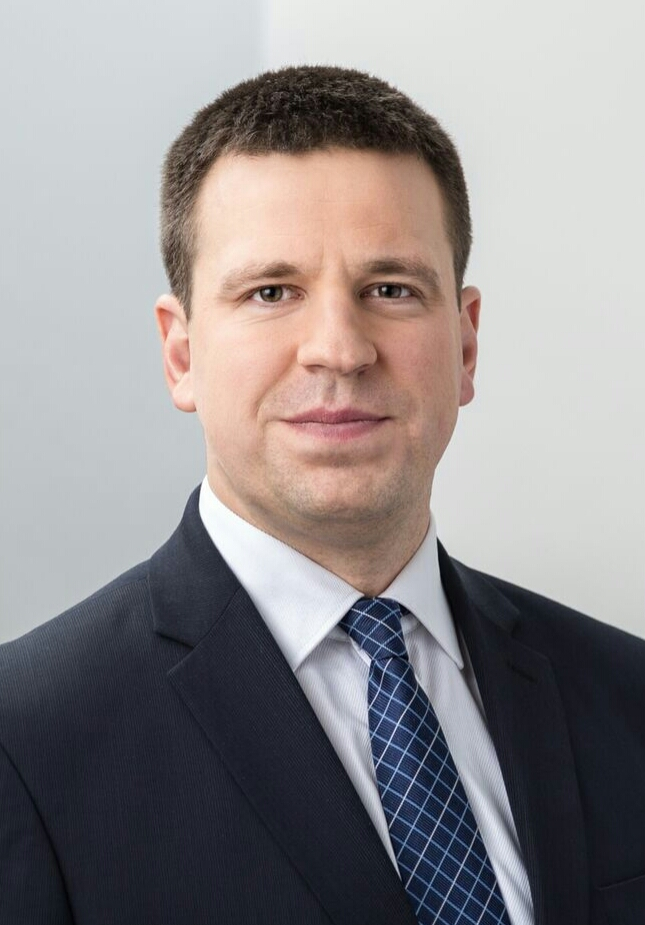
Юри Ратас — второй вице-спикер Рийгикогу

## Резиденция
Резиденция парламента Эстонии находится в самом центре Таллинна в Замке Тоомпеа. В период советской власти в этом же здании располагался Верховный Совет Эстонской ССР (современный Рийгикогу не является юридическим преемником Верховного Совета Эстонской ССР).

## Галерея

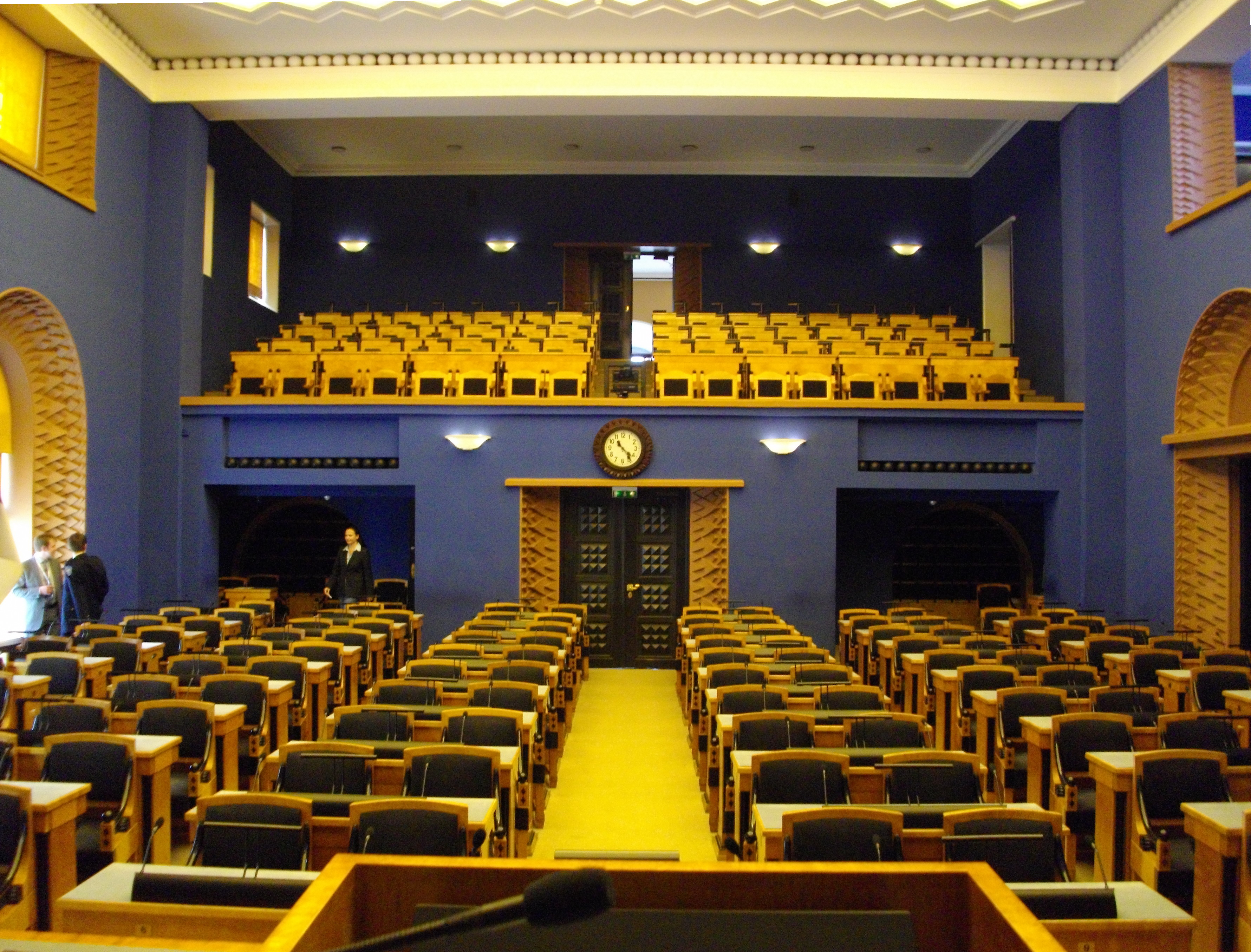
Зал заседаний Рийгикогу (вид с места спикера)

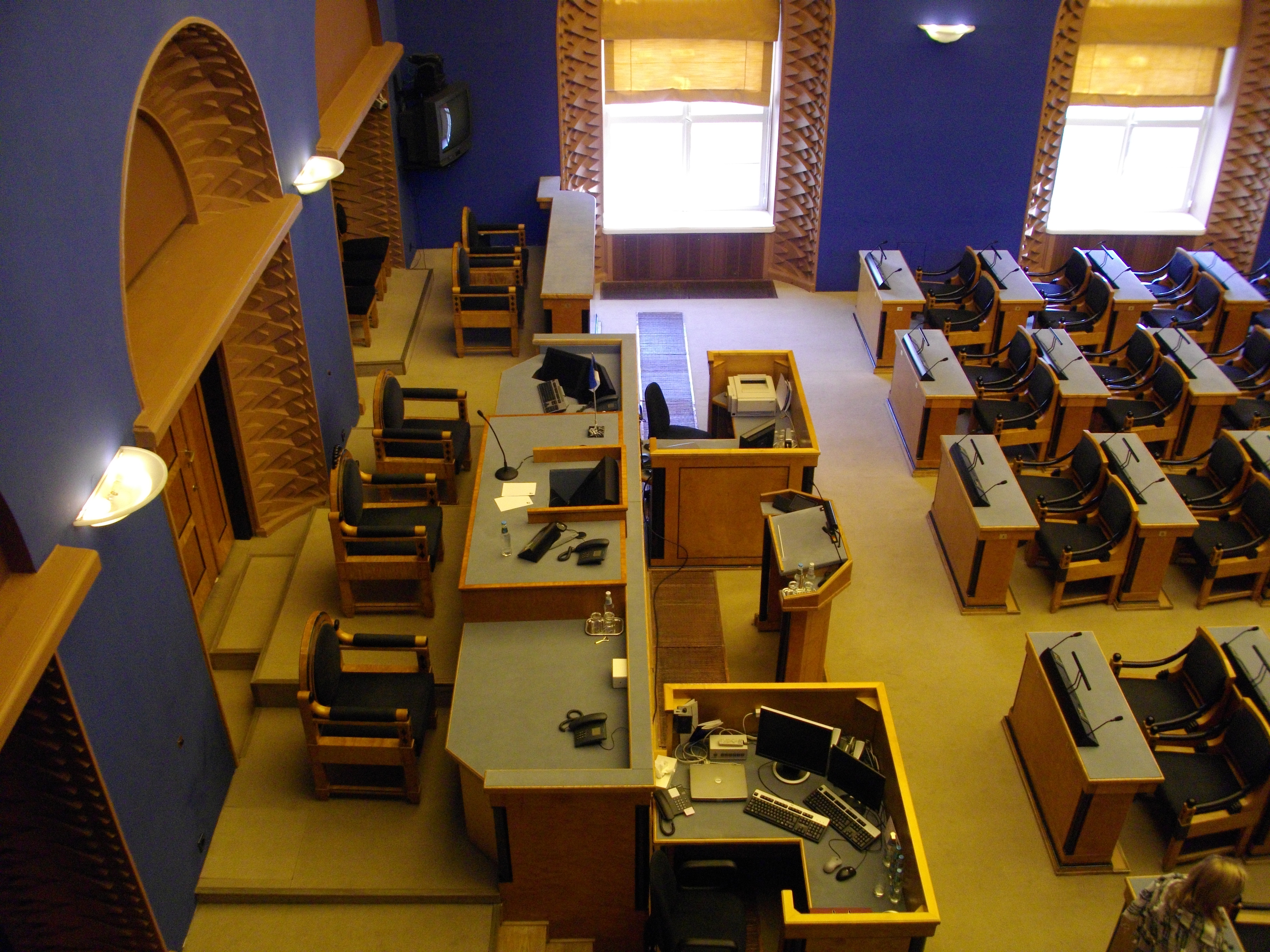
Президиум Рийгикогу

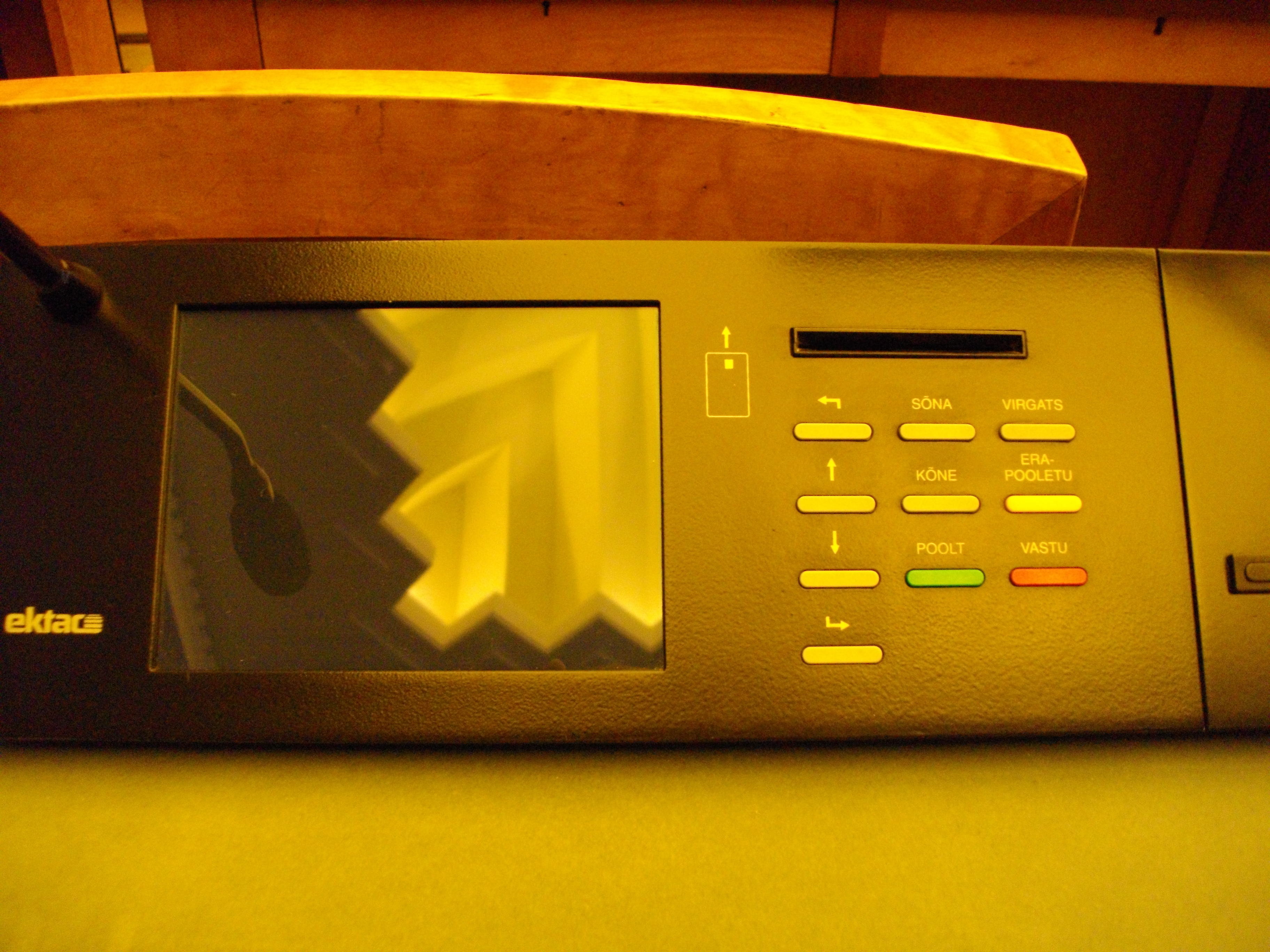
Пульт голосования депутата Рийгикогу

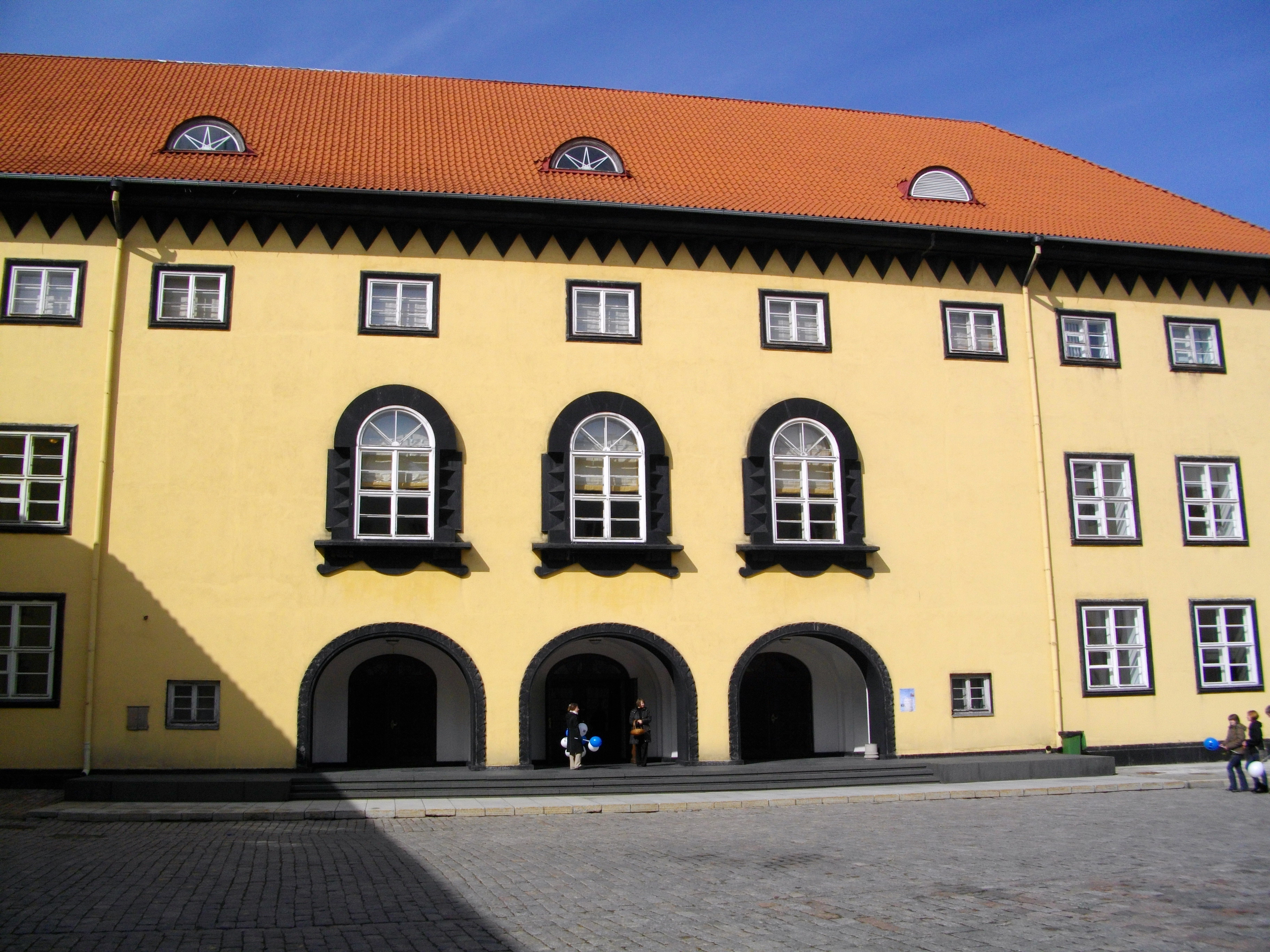
Внутренний двор Рийгикогу

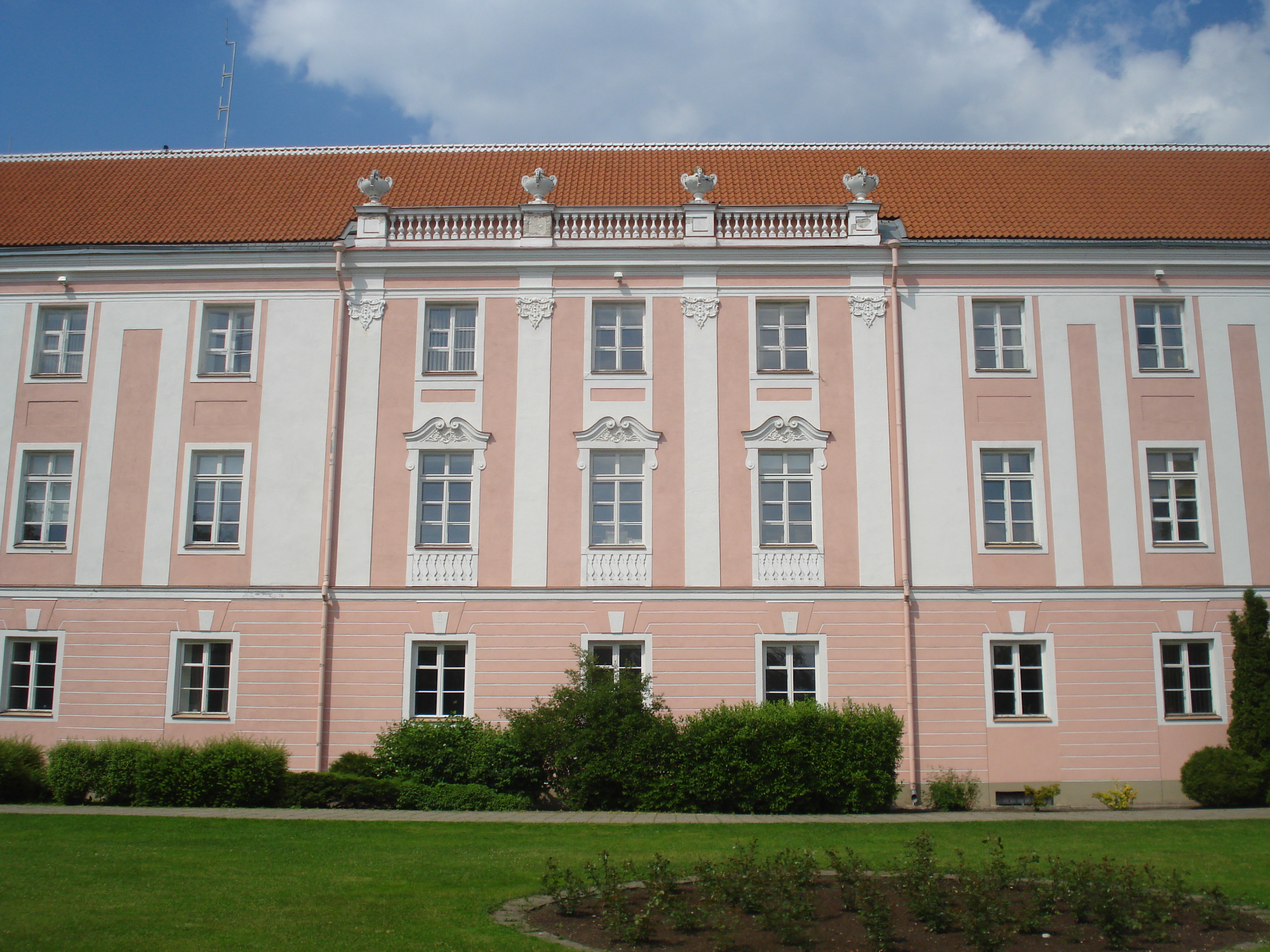
Вид из губернаторского сада (южный фасад)

## Посещение парламента
У желающих есть возможность посетить здание Парламента Эстонии, наблюдать за заседаниями Рийгикогу с балкона для гостей или узнать о его работе в ходе экскурсий, которые проводятся на эстонском, русском и английском языках. В 2015 г. Парламент посетило свыше 29 500 гостей.